# Konoe Mototsugu
Konoe Mototsugu (近衛 基嗣 1305 – 1354?) fue un kugyō (cortesano japonés de alta categoría) que vivió a finales de la era Kamakura y comienzos de la era Nanbokucho. Fue miembro de la familia Konoe (derivada del clan Fujiwara) e hijo de Konoe Tsunehira.
Ingresó a la corte imperial en 1315 inicialmente con el rango jugoi superior, luego ascendido a shōgoi inferior, jushii inferior y jushii superior. En 1316 fue ascendido al rango jusanmi, y en 1317 fue nombrado vicegobernador de la provincia de Ōmi. En 1318 fue elevado al rango shōsanmi, nombrado gonchūnagon en 1319 y gondainagon en 1320. En 1321 fue elevado al rango junii.
En 1326 fue nombrado naidaijin y promovido al rango shōnii en 1327. Entre 1330 y 1331 fue nombrado udaijin, y en 1330 fue nombrado tutor del príncipe imperial. Entre 1331 y 1333 fue nombrado sadaijin. En 1337 fue nombrado kanpaku (regente) del Emperador Kōmyō de la Corte del Norte (hasta 1338). En 1338 fue elevado al rango juichii.
Tuvo como hijo al regente Konoe Michitsugu.